# Róbert Galo
Róbert Galo (* 5. listopadu 1974) je bývalý slovenský fotbalový záložník.

## Fotbalová kariéra
V československé lize hrál za Bohemians Praha. Nastoupil v 1 ligovém utkání a dal v něm 1 gól. Ve druhé české lize hrál i za 1. FC Terrex Kladno. Hrál také za Duklu Banská Bystrica, Prievidzu, Vráble, Topoľčany, Čermáňsky FK Nitra, maďarský klub Soproni VSE, OFK Hrušovany, rakouský klub SF Berg, Močenok a od 1. března 2004 je hráčem oddílu FK Janíkovce.

## Ligová bilance
| Ročník                                   | Zápasy | Góly | Minuty | Klub                |
| ---------------------------------------- | ------ | ---- | ------ | ------------------- |
| 1. československá fotbalová liga 1992/93 | 1      | 1    | 45     | Bohemians Praha     |
| 2. česká fotbalová liga 1994/95          | –      | 0    | –      | 1. FC Terrex Kladno |
| CELKEM 1. liga                           | 1      | 1    | 45     |                     |